# Michele Henderson
Michele Henderson (circa 1980) is een singer-songwriter uit Dominica. Ze treedt internationaal op. Haar lied Celebrating Caricom werd in 2014 gekozen tot de hymne van de Caraïbische Gemeenschap.

## Biografie
Henderson groeide op in een muzikale familie in Grand Bay in Saint Patrick. Haar grootvader zong en bespeelde meerdere instrumenten. Hierdoor groeide haar vader op in een muzikale omgeving. Hij bespeelde een trommel met geitenvel, een twaalfsnarige gitaar en een harmonica en schreef traditionele liedjes voor de folkgroep La Jeune Etoile. Hierdoor ontwikkelde zij zich als dochter ook weer in een muzikale omgeving, waarbij er thuis veel gezongen werd. Thuis luisterden ze vooral naar internationale country-, calypso- en reggaeartiesten en uit haar eigen land naar Gordon Henderson (Exile One), Ophelia Marie en de Midnight Groovers. Zelf speelt ze in meerdere stijlen, waaronder ook cadence-lypso en zouk.
Ze zong in een jongerenkoor en ging naar de Kairi School of Music waar ze muziektheorie studeerde en ze klassiek fluitspelen leerde. Tijdens muziekvoorstellingen van haar school zong ze vaak als leadzangeres. Op haar 14e behaalde ze de vierde plaats tijdens een regionale zangcompetitie in Barbados, wat haar deed beseffen dat ze de concurrentie op hoog niveau aankan. In 1995 won ze de eerste prijs op het Dominica Festival of Arts (DomFestA) met haar lied My Pride. Vanaf haar zestiende was ze fluitist en zangeres in de jazzband Impact. Hier leerde ze haar latere man kennen die er bas speelde. Ze heeft opgetreden met jazzgrootheden als Stanley Clarke en Chick Corea.
Nadat Impact uiteenviel, kreeg ze tijdens haar solocarrière steun van haar oude bandleden. Ze is jaarlijks te zien tijdens het World Creole Music Festival. Verder heeft ze opgetreden tijdens de Antilliaanse Feesten in Hoogstraten in België (2004), het Jazz Festival van Saint Lucia, het Roskilde Festival in Denemarken en de Imatra Big Band Festival in Finland. Ze bracht bij elkaar zes albums uit (stand 2018). In 2014 werd haar lied Celebrating Caricom verkozen tot de hymne van de Caribische Gemeenschap (Caricom).
Liedjes schrijft ze op verschillende manieren, waarbij haar tijdens het werk rond haar huis een tekst te binnen kan vallen waar ze later een melodie op schrijft, of andersom juist eerst een melodie in haar gedachten komt waar ze een tekst op schrijft. Haar teksten schrijft ze in het Engels en het Frans Creools, hoewel ze die laatste taal niet haar hele leven heeft gesproken omdat haar grootmoeder dat verbood. Door haar Frans Creoolse liedjes heeft ze meer luisteraars in Guadeloupe en Martinique dan in Dominica. Ook werkt ze samen met artiesten van die twee eilanden.
Voor haar land is ze goodwillambassadeur en na de orkaan Maria gaf ze verschillende benefietoptredens.